# Thom Wilson
 (juillet 2021).
La mise en forme du texte ne suit pas les recommandations de Wikipédia : il faut le « wikifier ».
Les points d'amélioration suivants sont les cas les plus fréquents. Le détail des points à revoir est peut-être précisé sur la page de discussion.
- Les titres sont pré-formatés par le logiciel. Ils ne sont ni en capitales, ni en gras.
- Le texte ne doit pas être écrit en capitales (les noms de famille non plus), ni en gras, ni en italique, ni en « petit »…
- Le gras n'est utilisé que pour surligner le titre de l'article dans l'introduction, une seule fois.
- L'italique est rarement utilisé : mots en langue étrangère, titres d'œuvres, noms de bateaux, etc.
- Les citations ne sont pas en italique mais en corps de texte normal. Elles sont entourées par des guillemets français : « et ».
- Les listes à puces sont à éviter, des paragraphes rédigés étant largement préférés. Les tableaux sont à réserver à la présentation de données structurées (résultats, etc.).
- Les appels de note de bas de page (petits chiffres en exposant, introduits par l'outil «  Source ») sont à placer entre la fin de phrase et le point final[comme ça].
- Les liens internes (vers d'autres articles de Wikipédia) sont à choisir avec parcimonie. Créez des liens vers des articles approfondissant le sujet. Les termes génériques sans rapport avec le sujet sont à éviter, ainsi que les répétitions de liens vers un même terme.
- Les liens externes sont à placer uniquement dans une section « Liens externes », à la fin de l'article. Ces liens sont à choisir avec parcimonie suivant les règles définies. Si un lien sert de source à l'article, son insertion dans le texte est à faire par les notes de bas de page.
- La présentation des références doit suivre les conventions bibliographiques. Il est recommandé d'utiliser les modèles {{Ouvrage}}, {{Chapitre}}, {{Article}}, {{Lien web}} et/ou {{Bibliographie}}. Le mode d'édition visuel peut mettre en forme automatiquement les références.
- Insérer une infobox (cadre d'informations à droite) n'est pas obligatoire pour parachever la mise en page.

Pour une aide détaillée, merci de consulter Aide:Wikification.
Si vous pensez que ces points ont été résolus, vous pouvez retirer ce bandeau et améliorer la mise en forme d'un autre article.
Thom Wilson (mort le 8 février 2015) est un ingénieur du son et réalisateur artistique américain,

## Carrière
Le magazine Rolling Stone lui attribue une carrière impressionnante qui s'étend depuis les années 1970 jusqu'au début des années 2000.

### Ses débuts à Los Angeles - de l'enregistrement soft rock
Arrivé à Los Angeles dans le milieu des années 1970 sous le nom de Tom Wilson, il fit rajouter un "h"  à son prénom pour éviter la confusion avec un autre producteur musical homonyme, Tom Wilson, connu et renommé pour ses travaux avec Bob Dylan et Simon & Garfunkel, notamment.
Désormais différencié de son homonyme, Thom Wilson commence sa carrière en tant qu'ingénieur du son et travaillera sur des sessions enregistrements pour des artistes tels que Barbara Streisand, Rufus, Ringo Starr, Burton Cummings, Seals and Crofts, essentiellement dans un genre soft rock.

### La réalisation artistiques et une référence dans le punk rock californien des années 1980
Souhaitant monter en compétences, il devient réalisateur artistique, un métier qui se distingue de l'aspect technique du travail d'ingénieur du son, par un travail d'accompagnement des musiciens, dans leurs choix d'arrangements et de développement de leurs chansons. Il accepte alors sa première mission pour le label Bomp! à Los Angeles et produit l'album Disconnected de Stiv Bators, sorti en 1981. L'album est dans un style garage rock agressif avec des influences pop et punk.
C’est alors que commence une période où il devient progressivement une référence pour la production de musique punk rock. En 1981, il produit avec le musicien Mike Patton, le premier album du groupe punk rock the Adolescents, sur demande d’une ancienne employée du label Bomp! qui venait de les signer sur son label Frontier Records. L’enregistrement se réalise dans un contexte tumultueux, compte tenu d’un budget limité et d’une attitude rebelle de la part des jeunes musiciens du groupe. Thom Wilson finit par gagner leur respect du fait de ses connaissances techniques et d’une attitude avenante. Ils produisent ensemble un album notoire dans le rock hardcore punk du comté d’Orange en Californie.  L’album sera distribué partout aux États-Unis et réalisera un record de ventes pour le genre avec plus de 10 000 unités vendues,.
Vient ensuite un autre projet pour ce même label, aussi en 1981,  avec le groupe punk T.S.O.L. pour l’album Dance With Me. Le groupe est réputé sauvage, voire parfois violent, mais Thom Wilson décide d’aller au-delà de son appréhension. Il connaitra avec eux des projets fructueux et d’autres abandonnés en cours de route, mais gagnera , là-aussi, le respect du groupe pour son expertise technique et son attitude confiante. Deux albums et un EP seront produits avec ce groupe à cette époque.
Cette collaboration avec T.S.O.L conduira Thom Wilson à travailler sur d'autres réalisations avec de nombreuses formations punk rock telles que  The Vandals, The Dead Kennedys, Bad Religion, D.O.A, The Joykiller, Social Distortion, The Vandals, The Offspring, Christian Death.

« En 1982, alors que je démarrais à peine dans le métier, Thom Wilson était le gars que tous les groupes de la scène s'arrachaient. Il était le professionnel parmi nous qui adorait la musique punk et qui prenait les gars sous son aile pour les aider à sonner bien  ,. »

— Brett Gurewitz du label Epitaph

Pendant cette période aussi, il continue comme ingénieur du son dans la musique pop grand public. Il travaille de longs mois en 1983 sur l'enregistrement de la bande originale du film Flashdance, notamment le tube Maniac de Michael Sembello. Il office aussi comme ingénieur du son pour une session pour la star-en-devenir Madonna, pour l'enregistrement de Crazy For You qui deviendra un titre à succès de la bande originale du film Vision Quest.
Au milieu des années 1980, les projets musicaux deviennent plus rares, et Thom Wilson décide en 1987 de proposer ses services pour des émissions de télévision. Il s'occupe de production sonore pour les prestations des invités musicaux du « Joan Rivers Show ». Ce travail le conduit à d'autres projets sonores pour plusieurs saisons de séries de télévision comme Campus Show, Roseanne, Une maman formidable.

### La collaboration avec The Offspring et la renommée de l'album Smash
La rencontre avec The Offspring se déroule en 1989. Le groupe est à la recherche d'un réalisateur artistique pour son premier opus et arrive à convaincre Thom Wilson de travailler avec eux. Wilson produit les trois premiers albums du groupe The Offspring , tels que  The Offspring (1989), Ignition (1992) et leur disque record Smash (1994). Il a produit aussi leur single Baghdad en 1991.

« [En tant que réalisateur artistique], je considère qu´un disque est le fruit du groupe, et que mon rôle a été de l'aider à faire ressortir l'essence du son projet musical. Je me sens comme un artiste ayant collaboré à l’œuvre. J'agis aussi comme un avocat pour l'auditeur. Je prends sa défense [d'une certaine manière], et je dirige [les sessions d'enregistrement] afin que le résultat soit agréable à l'écoute,. »

— Thom Wilson

### Les années 2000
Wilson décède le 8 février 2015.

## Discographie
- My Own Way to Rock - Burton Cummings (1977)
- Takin' It Easy - Seals and Crofts (1978)
- Disconnected - Stiv Bators (1981)
- The Adolescents - The Adolescents (1981)
- Dance with Me - T.S.O.L. (1981)
- Death of Innocence - Legal Weapon (1982)
- All by Myself - Rikk Agnew (1982)
- Only Theatre of Pain - Christian Death (1982)
- Plastic Surgery Disasters - Dead Kennedys (1982)
- 13.13 - Lydia Lunch (1982)
- Up and Down the Aisle - Red Wedding (1982)
- Weathered Statues - T.S.O.L. (1982)
- Peace thru Vandalism (EP) - The Vandals (1982)
- Beneath the Shadows - T.S.O.L. (1982)
- War on 45 - D.O.A. (1982)
- Into the Unknown - Bad Religion (1983)
- Sound & Fury - Youth Brigade (1983)
- Mommy's Little Monster - Social Distortion (1983)
- When in Rome Do as the Vandals - The Vandals (1984)
- Slippery When Ill - The Vandals (1989)
- The Offspring - The Offspring (1989)
- Baghdad (EP) - The Offspring (1991)
- Kings of Gangster Bop - Royal Crown Revue (1991)
- Ignition - The Offspring (1992)
- Smash - The Offspring (1994)
- Big Choice - Face to Face (1994)
- Sons of Intemperance Offering - Phil Cody (1996)
- Naughty Little Doggie - Iggy Pop (1996)
- Maniacal Laughter - The Bouncing Souls (1996)
- The Bouncing Souls - The Bouncing Souls (1997)
- Out on a Wire - Eve Selis (1998)
- Hopeless Romantic - The Bouncing Souls (1999)
- The Aquabats! vs. the Floating Eye of Death! - The Aquabats (1999)
- A Place Called Home - Ignite (2000)
- Devil in Paradise (EP) - Mock (2001)
- Disappear - T.S.O.L. (2001)
- Ready Sexed Go! - The Joykiller (2003)